# Барабанки (город)
Барабанки (англ. Barabanki, урду اتر پردیش‎, хинди बाराबंकी) — город в Индии на территории штата Уттар-Прадеш, административный центр округа Барабанки.

## История
Округ Барабанки был основан в 1856 году британцами, после того как они аннексировали туземное княжество Ауд. Первоначально округ носил название Дариябад в связи с тем, что его административным центром был город Дариябад. Однако уже в 1859 году административным центром округа стал город Барабанки, из-за чего округ Дариябад переименовали в такое же название.

## Климат
В Барабанки тропический климат саванн. Лето в городе очень жаркое из-за близости к тропикам, поэтому температура в течение лета там может подниматься до 40—45 oC. Муссоны в Барабанки длятся с середины июня до середины сентября. Зимой температура днём поднимается до 26—29 oC, а ночью опускается до 11 oC.
| Показатель                                    | Янв. | Фев. | Март | Апр. | Май  | Июнь  | Июль  | Авг.  | Сен.  | Окт. | Нояб. | Дек. | Год   |
| --------------------------------------------- | ---- | ---- | ---- | ---- | ---- | ----- | ----- | ----- | ----- | ---- | ----- | ---- | ----- |
| Абсолютный максимум, °C                       | 29,0 | 35,5 | 40,5 | 44,5 | 45,5 | 47,0  | 44,5  | 38,0  | 38,4  | 38,0 | 35,5  | 30,5 | 47,0  |
| Средний максимум, °C                          | 21,8 | 26,1 | 31,9 | 38,0 | 39,0 | 37,2  | 33,8  | 33,0  | 32,8  | 32,8 | 29,2  | 24,4 | 31,7  |
| Средний минимум, °C                           | 8,0  | 10,9 | 15,1 | 20,1 | 24,2 | 26,0  | 26,2  | 25,9  | 24,7  | 20,0 | 13,8  | 9,2  | 18,7  |
| Абсолютный минимум, °C                        | 2,0  | 3,0  | 7,5  | 8,7  | 15,7 | 20,3  | 22,2  | 20,6  | 17,5  | 13,0 | 6,3   | 2,0  | 2,0   |
| Норма осадков, мм                             | 16,0 | 15,9 | 7,7  | 6,6  | 38,8 | 122,2 | 236,3 | 191,4 | 170,4 | 36,2 | 5,9   | 9,1  | 856,5 |
| Источник: Метеорологический департамент Индии |      |      |      |      |      |       |       |       |       |      |       |      |       |

## Демография
Согласно предварительным данным всеиндийской переписи населения 2011 года, в городской агломерации Барабанки проживало 146 831 человек, среди которых было 77 766 мужчин и 69 065 женщин. Уровень грамотности составлял 81,85 %.
Округ Барабанки классифицируется национальным правительством как «Округ с сосредоточением меньшиств в Индии», а город Барабанки в правительственных документах классифицирован как город с мусульманским большинством населения.

## Известные уроженцы
- Хумар Барабанкви[англ.] (1919—1999) — индийский певец и поэт на урду.
- Сурур Барабанкви[англ.] (1919—1990) — пакистанский поэт на урду.
- Мохсина Кидвай[англ.] (род. 1932) — индийский политик.
- Рафи Ахмед Кидвай[англ.] (1894—1954) — индийский политик, активист движения за независимость Индии.
- Инаят Ахмад Какорви[англ.] (1813—1863) — исламский учёный.
- Насируддин Шах (род. 1950) — индийский актёр и режиссёр.
- Бени Прасад Мехта[англ.] (1941—2020) — индийский политик, один из основателей Самаджвади парти.